# Segunda Federación
Die Segunda Federación, in ihrer ersten Saison Segunda División RFEF, ist seit der Saison 2021/22 die vierthöchste Spielklasse im Ligasystem des spanischen Fußballs. Sie wird von der Real Federación Española de Fútbol geleitet. Die nächsthöhere Liga ist die drittklassige Primera Federación, die nächsttiefere Liga die fünftklassige Tercera Federación.

## Geschichte
Nach der Saison 2020/21 wurde die Segunda División B als dritthöchste Liga aufgelöst und durch die Primera División RFEF als 3. Liga und die Segunda División RFEF als 4. Liga ersetzt, die ehemals viertklassige Tercera División wurde die neue fünfthöchste Ligenstufe. 36 Vereine aus der Segunda División B sowie 54 Vereine aus der Tercera División qualifizierten sich für die Segunda División RFEF. Seit der Saison 2022/23 trägt die Liga den Namen Segunda Federación.

## Gliederung
Die Liga besteht aus fünf Gruppen à 18 Mannschaften. Die Meister steigen direkt in die dritte Liga auf, die Zweit- bis Fünftplatzierten aller Gruppen spielen fünf weitere Aufstiegsplätze aus. Die letzten fünf Vereine steigen in die fünfte Liga ab. Zudem spielen die vier schlechtesten auf Platz 13 platzierten Teams in einer Play-off-Runde um den Klassenerhalt, dabei steigen zwei Mannschaften ab.